# Canton de Morestel
Le canton de Morestel est une circonscription électorale française située dans le département de l'Isère et la région Auvergne-Rhône-Alpes.

## Géographie
Ce canton est organisé autour de Morestel dans l'arrondissement de La Tour-du-Pin. Son altitude varie de 191 m (Porcieu-Amblagnieu) à 450 m (Vasselin) pour une altitude moyenne de 254 m.

## Histoire
Créé au XIXe siècle, le canton de Morestel est agrandi par le décret du 27 janvier 1993.
Par décret du 18 février 2014, le nombre de cantons du département est divisé par deux, avec mise en application aux élections départementales de mars 2015. Le canton de Morestel est conservé et s'agrandit. Il passe de 18 à 25 communes.

## Représentation

### Conseillers généraux de 1833 à 2015
| Période                                  | Période          | Identité                             | Étiquette           | Qualité |
| ---------------------------------------- | ---------------- | ------------------------------------ | ------------------- | --- |
| 1833                                     | 1839 (décès)     | Ange Louis Joseph Giraud (1791-1839) |                     | Notaire à Morestel |
| 1839                                     | 1869 (décès)     | Adolphe Flocard de Mépieu            | Majorité dynastique | Agronome, propriétaire-cultivateur Ancien commandant de la Garde Nationale Maire de Sermérieu, conseiller d'arrondissement Député (1852-1869) |
| 1869                                     | 1891 (décès)     | Joseph Marion de Faverges            | Union républicaine  | Avocat, puis agent de change et agriculteur Maire des Avenières Député (1869-1870 et 1876-1885) Sénateur (1885-1890)                          |
| 1891                                     | 1891 (décès)     | Joseph Cottin                        | Républicain libéral | Maire de Morestel, conseiller d'arrondissement                                                                                                |
| 1892                                     | 1895             | Augustin Paviot                      | Républicain modéré  | Président du comice agricole, maire de Morestel                                                                                               |
| 1895                                     | 1899 (démission) | Pierre Chanoz                        | Rad.                | Propriétaire terrien et exploitant agricole Maire de Morestel Député (1900-1914)                                                              |
| 1919                                     | 1939 (décès)     | Albert Perrin                        | Rad.                | Avocat Député (1928-1939) |
| 1939                                     | 1940             | Louis Fraisse                        | Rad.ind.            | Maire de Sermérieu (1937-1939) |
|                                          |                  |                                      |                     | |
| 1945                                     | 1949             | Jean Bourde                          | Rad.                | |
| 1949                                     | 1964 (décès)     | François Perrin                      | CNIP                | Entrepreneur de maçonnerie Député (1958-1964) Maire du Bouchage puis de Morestel                                                              |
| 25 octobre 1964                          | 1967             | Joseph Bordel (1907-1976)            | SFIO                | Agriculteur, ancien résistant Maire du Bouchage (1959-1976)                                                                                   |
| 1967                                     | 1973             | Jean Bedet                           | DVD-RI              | Notaire Maire des Avenières |
| 1973                                     | 1976 (décès)     | Joseph Bordel                        | PS                  | Maire du Bouchage |
| 1976                                     | 1979             | Théodore Durand (1930-2001)          | Centriste           | Commerçant Maire de Morestel (1971-1995) |
| 1979                                     | 1998             | Jean Genin                           | PS puis DVD         | Maire de Sermérieu (1977-1995), député suppléant de Georges Bally (1981-1986)                                                                 |
| 1998                                     | 2015             | Christian Rival                      | RPR puis UMP        | Notaire Maire de Morestel (1995-2019) |
| Les données manquantes sont à compléter. |                  |                                      |                     | |

### Conseillers d'arrondissement (de 1833 à 1940)
| Période                                  | Période          | Identité                          | Étiquette           | Qualité |
| ---------------------------------------- | ---------------- | --------------------------------- | ------------------- | --- |
| 1833                                     | 1839             | Adolphe Flocard de Mépieu         |                     | Capitaine de la Garde nationale, propriétaire à Sermérieu                                                   |
| 1839                                     | 1848             | M. Bertrand                       |                     | Juge de paix à Morestel                                                                                     |
|                                          |                  |                                   |                     | |
|                                          | 1891 (démission) | Joseph Cottin                     | Républicain libéral | Maire de Morestel                                                                                           |
|                                          |                  |                                   |                     | |
|                                          | 1899 (démission) | M. Cattoz                         |                     | |
| 1899                                     | 1910             | Joseph Varvier                    | Républicain         | Maire de Bouvesse-Quirieu                                                                                   |
| 1910                                     | 1919             | Antoine-Joseph Bordel (1870-1940) | Radical             | Cultivateur, maire du Bouchage                                                                              |
| 1919                                     | 1922             | M. Meissein                       |                     | Maire de Saint-Victor-de-Morestel                                                                           |
| 1922                                     | 1940             | Hippolyte Bourgey                 | Radical             | Agriculteur, conseiller municipal de Brangues                                                               |
| 1940                                     |                  |                                   |                     | Les conseils d'arrondissement ont été suspendus par la loi du 12 octobre 1940 et n'ont jamais été réactivés |
| Les données manquantes sont à compléter. |                  |                                   |                     | |

### Conseillers départementaux à partir de 2015
| Période élective | Période élective | Mandat | Mandat                  | Identité        | Nuance | Nuance | Qualité |
| ---------------- | ---------------- | ------ | ----------------------- | --------------- | ------ | ------ | --- |
| 2015             | 2021             | 2015   | 2021                    | Annie Pourtier  |        | LR     | Professeure des écoles, maire du Bouchage                                                                                          |
| 2015             | 2021             | 2015   | 17 juillet 2020 (décès) | Christian Rival |        | LR     | Maire de Morestel (1995-2018) 1er Vice-Président, chargé de l'équipement, de l'aménagement du territoire et de l'aide aux communes |
| 2015             | 2021             | 2020   | 2021                    | Olivier Bonnard |        | LR     | Employé, maire de Creys-Mépieu |
| 2021             | 2028             | 2021   | en cours                | Olivier Bonnard |        | LR     | Conseiller sortant |
| 2021             | 2028             | 2021   | en cours                | Annie Pourtier  |        | LR     | Conseillère sortante, 15ème vice-présidente chargée de la santé                                                                    |

### Résultats détaillés

#### Élections de mars 2015
À l'issue du 1er tour des élections départementales de 2015, deux binômes sont en ballottage : Michelle Boyer et Alain Breuil (FN, 37,56 %) et Annie Pourtier et Christian Rival (Union de la Droite, 34,36 %). Le taux de participation est de 48,8 % (12 628 votants sur 25 878 inscrits) contre 49,24 % au niveau départemental et 50,17 % au niveau national.
Au second tour, Annie Pourtier et Christian Rival (Union de la Droite) sont élus avec 58,13 % des suffrages exprimés et un taux de participation de 49,38 % (6 782 voix pour 12 763 votants et 25 846 inscrits).
Annie Pourtier est membre du groupe "sans étiquette".

#### Élections de juin 2021
Le premier tour des élections départementales de 2021 est marqué par un très faible taux de participation (33,26 % au niveau national). Dans le canton de Morestel, ce taux de participation est de 29,3 % (8 153 votants sur 27 828 inscrits) contre 31,88 % au niveau départemental. À l'issue de ce premier tour, deux binômes sont en ballottage : Olivier Bonnard et Annie Pourtier (Union au centre et à droite, 42,62 %) et Alexandre Bolleau et Frédérique Luzet (DVG, 31,26 %).
Le second tour des élections est marqué une nouvelle fois par une abstention massive équivalente au premier tour. Les taux de participation sont de 34,36 % au niveau national, 32,23 % dans le département et 30,32 % dans le canton de Morestel. Olivier Bonnard et Annie Pourtier (Union au centre et à droite) sont élus avec 55,24 % des suffrages exprimés (4 424 voix pour 8 439 votants et 27 833 inscrits),,. 

## Composition

### Composition avant 2015
Avant 1993, le canton comptait dix-sept communes ; le décret du 27 janvier 1993 lui ajoute la commune de Vasselin, retirée du canton de La Tour-du-Pin.
De 1993 à 2015, le canton de Morestel regroupait dix-huit communes.
| Nom                      | Code Insee | Codepostal | Superficie (km2) | Population (dernière pop. légale) | Densité (hab./km2) |
| ------------------------ | ---------- | ---------- | ---------------- | --------------------------------- | ------------------ |
| Morestel (chef-lieu)     | 38261      | 38510      | 8,03             | 4 261 (2012)                      | 531                |
| Arandon                  | 38014      | 38510      | 12,22            | 589 (2012)                        | 48                 |
| Les Avenières            | 38022      | 38630      | 30,00            | 5 487 (2012)                      | 183                |
| Le Bouchage              | 38050      | 38510      | 11,20            | 592 (2012)                        | 53                 |
| Bouvesse-Quirieu         | 38054      | 38390      | 17,51            | 1 458 (2012)                      | 83                 |
| Brangues                 | 38055      | 38510      | 11,67            | 600 (2012)                        | 51                 |
| Charette                 | 38083      | 38390      | 11,26            | 469 (2012)                        | 42                 |
| Courtenay                | 38135      | 38510      | 32,08            | 1 246 (2012)                      | 39                 |
| Creys-Mépieu             | 38139      | 38510      | 28,99            | 1 512 (2012)                      | 52                 |
| Montalieu-Vercieu        | 38247      | 38390      | 8,66             | 3 227 (2012)                      | 373                |
| Passins                  | 38297      | 38510      | 13,92            | 1 140 (2012)                      | 82                 |
| Porcieu-Amblagnieu       | 38320      | 38390      | 15,80            | 1 670 (2012)                      | 106                |
| Saint-Sorlin-de-Morestel | 38458      | 38510      | 5,38             | 557 (2012)                        | 104                |
| Saint-Victor-de-Morestel | 38465      | 38510      | 13,13            | 1 105 (2012)                      | 84                 |
| Sermérieu                | 38483      | 38510      | 17,14            | 1 493 (2012)                      | 87                 |
| Vasselin                 | 38525      | 38890      | 3,85             | 469 (2012)                        | 122                |
| Veyrins-Thuellin         | 38541      | 38630      | 11,56            | 1 899 (2012)                      | 164                |
| Vézeronce-Curtin         | 38543      | 38510      | 14,37            | 1 917 (2012)                      | 133                |

### Composition depuis 2015
Après le redécoupage cantonal de 2014, le nouveau canton de Morestel regroupait vingt-cinq communes.
À la suite de la fusion des Avenières et de Veyrins-Thuellin pour former la commune nouvelle des Avenières Veyrins-Thuellin au 1er janvier 2016 et de Arandon et Passins pour former Arandon-Passins au 1er janvier 2017, le canton compte désormais vingt-trois communes :
| Nom                              | Code Insee | Intercommunalité           | Superficie (km2) | Population (dernière pop. légale) | Densité (hab./km2) | Modifier                                    |
| -------------------------------- | ---------- | -------------------------- | ---------------- | --------------------------------- | ------------------ | ------------------------------------------- |
| Morestel (bureau centralisateur) | 38261      | CC Les Balcons du Dauphiné | 8,03             | 4 416 (2022)                      | 550                | modifier les données · modifier les données |
| Arandon-Passins                  | 38297      | CC Les Balcons du Dauphiné | 26,14            | 1 858 (2022)                      | 71                 | modifier les données · modifier les données |
| Les Avenières Veyrins-Thuellin   | 38022      | CC Les Balcons du Dauphiné | 41,56            | 7 699 (2022)                      | 185                | modifier les données · modifier les données |
| La Balme-les-Grottes             | 38026      | CC Les Balcons du Dauphiné | 14,61            | 1 157 (2022)                      | 79                 | modifier les données · modifier les données |
| Le Bouchage                      | 38050      | CC Les Balcons du Dauphiné | 11,20            | 648 (2022)                        | 58                 | modifier les données · modifier les données |
| Bouvesse-Quirieu                 | 38054      | CC Les Balcons du Dauphiné | 17,51            | 1 493 (2022)                      | 85                 | modifier les données · modifier les données |
| Brangues                         | 38055      | CC Les Balcons du Dauphiné | 11,67            | 620 (2022)                        | 53                 | modifier les données · modifier les données |
| Charette                         | 38083      | CC Les Balcons du Dauphiné | 11,26            | 435 (2022)                        | 39                 | modifier les données · modifier les données |
| Corbelin                         | 38124      | CC Les Balcons du Dauphiné | 12,00            | 2 368 (2022)                      | 197                | modifier les données · modifier les données |
| Courtenay                        | 38135      | CC Les Balcons du Dauphiné | 32,08            | 1 288 (2022)                      | 40                 | modifier les données · modifier les données |
| Creys-Mépieu                     | 38139      | CC Les Balcons du Dauphiné | 28,99            | 1 576 (2022)                      | 54                 | modifier les données · modifier les données |
| Montalieu-Vercieu                | 38247      | CC Les Balcons du Dauphiné | 8,66             | 3 508 (2022)                      | 405                | modifier les données · modifier les données |
| Optevoz                          | 38282      | CC Les Balcons du Dauphiné | 12,00            | 877 (2022)                        | 73                 | modifier les données · modifier les données |
| Parmilieu                        | 38295      | CC Les Balcons du Dauphiné | 12,83            | 727 (2022)                        | 57                 | modifier les données · modifier les données |
| Porcieu-Amblagnieu               | 38320      | CC Les Balcons du Dauphiné | 15,80            | 1 792 (2022)                      | 113                | modifier les données · modifier les données |
| Saint-Sorlin-de-Morestel         | 38458      | CC Les Balcons du Dauphiné | 5,38             | 613 (2022)                        | 114                | modifier les données · modifier les données |
| Saint-Victor-de-Morestel         | 38465      | CC Les Balcons du Dauphiné | 13,13            | 1 142 (2022)                      | 87                 | modifier les données · modifier les données |
| Sermérieu                        | 38483      | CC Les Balcons du Dauphiné | 17,14            | 1 642 (2022)                      | 96                 | modifier les données · modifier les données |
| Soleymieu                        | 38494      | CC Les Balcons du Dauphiné | 13,36            | 849 (2022)                        | 64                 | modifier les données · modifier les données |
| Vasselin                         | 38525      | CC Les Balcons du Dauphiné | 3,85             | 462 (2022)                        | 120                | modifier les données · modifier les données |
| Vertrieu                         | 38539      | CC Les Balcons du Dauphiné | 4,59             | 605 (2022)                        | 132                | modifier les données · modifier les données |
| Vézeronce-Curtin                 | 38543      | CC Les Balcons du Dauphiné | 14,37            | 2 217 (2022)                      | 154                | modifier les données · modifier les données |
| Vignieu                          | 38546      | CC Les Balcons du Dauphiné | 9,40             | 961 (2022)                        | 102                | modifier les données · modifier les données |
| Canton de Morestel               | 3817       |                            | 345,56           | 38 953 (2022)                     | 113                | modifier les données                        |

## Démographie

### Démographie avant 2015
| 1962   | 1968   | 1975   | 1982   | 1990   | 1999   | 2006   | 2011   | 2012   |
| ------ | ------ | ------ | ------ | ------ | ------ | ------ | ------ | ------ |
| 15 433 | 15 722 | 16 178 | 18 754 | 19 754 | 21 640 | 25 985 | 29 324 | 29 691 |

### Démographie depuis 2015
En 2022, le canton comptait 38 953 habitants, en évolution de +1,66 % par rapport à 2016 (Isère : +3,07 %, France hors Mayotte : +2,11 %).
| 2013   | 2018   | 2022   |
| ------ | ------ | ------ |
| 37 165 | 38 493 | 38 953 |